# ☆ルリヲ☆
☆ルリヲ☆は、日本のお笑いコンビ。旧所属事務所はSMA HEET Project。

## メンバー
三宮ニコチン（本名:三宮 宙泰（さんみや みちやす）、1985年6月27日 - ）
ボケ担当
埼玉県浦和市出身。
埼玉県立浦和工業高校中退。
身長163cm、体重79kg、靴のサイズ27.5cm、O型。
趣味はインターネットと口琴。
浦和市立土合中学校在学時に大川興業に所属。アンタレスというコンビで活動していた。
☆ルリヲ☆解散後はピン芸人ニコチンおじさんとして活動していた。
映像編集や画像編集が得意で同事務所所属芸人のフライヤー作成、映像編集等も手がける。
解散前の一時期はグランバニア三宮と言う名前で活動していた。
インターネット掲示板2ちゃんねるラウンジ板で中浦和の星というコテハンで書き込みをしていた。
この頃2ちゃんねるにアップロードした画像が無断転用され、ワンダードリーマー小林として紹介されているホームページがある。
2005年頃にはホロコーストマン三見屋エレキマンドリンぴすたち夫（後に犬猫みみみと改名）としてフォークシンガーをしていた。
かなさし悠太郎（本名:金指　悠（かなさし　はるか）、1985年8月27日 - ）
ツッコミ担当
埼玉県浦和市出身。
身長160cm、体重50kg、靴のサイズ26cm、AB型。
趣味は育毛と清掃。
明治大学落語研究会出身。
解散後に＠キャンパス（NHK総合）の明治大学回（2009年4月12日放送）にてリポーターとして出演していた。
落語研究会の同期にはニュースタッフエージェンシー所属のヨコタカ（元・ゴーギャン職人）がいる
絵が得意で文系に転向する前は美大志望だった。
☆ルリヲ☆解散後はピン芸人 4000年に一度咲く金指として活動。

## 来歴
- 当時引篭もりだった三宮をかなさしが誘う形で2007年2月4日結成。結成後、ネタより先にホームページを作った。
- コンビ名の由来は、当時三宮がハマっていた筋肉少女帯の楽曲風車男ルリヲより。
- 2008年8月解散、2010年1月再結成するも再び解散。その後、元「キラッキラーズ」のジャック豆山と共に「いちじきかちょー」を結成。
- 三宮とかなさしは小中学生時代の同級生。
- 三宮が引篭もりの時に唯一、家に遊びに行っていたのがかなさしという美談がある。かなさしは三宮の家に行く度に部屋の清掃をしていた。

## 芸風
- 漫才を主体としている。ヲタクネタや下ネタ等が多い。

## 出演

### WEB CM
- 勝手CMアワード（秋山理央監督作品）